# Bengt Hamilton
Bengt Leopold Knutsson Hamilton, född 21 mars 1892 i Uppsala församling, död 15 juli 1979 i Santa Fe, NM, USA, var en svensk greve, barnläkare och professor.
Hamilton blev medicine licentiat 1917 och medicine doktor 1922. Efter flerårig klinisk utbildning vid Sachska barnsjukhuset i Stockholm flyttade Hamilton till USA och vann där anställning som professor i pediatrik först vid Johns Hopkins University i Baltimore, och från 1930 vid University of Chicago. Hamilton gjorde sig känd som forskare bland annat med sina undersökningar över kalk- och fosforomsättningen hos för tidigt födda spädbarn.
Bengt Hamilton tillhörde den grevliga ätten Hamilton. Han var son till landshövdingen Knut Hamilton och Alice Abramson. Han gifte sig 1915 med Elise Neovius (1891–1988). De fick barnen Donald Hamilton (1916–2006), skriftställare, Alice (född 1917), gift med professor Daniel Jones, Birgit (född 1917), gift med professor Victor Regener, och Margaret "Meg" (född 1920), lärare, gift med Clarc Sergel och sedan med Carl Baxter, alla USA.